# Кінематограф Канади
Кінематограф Канади або канадське кіно — це кіноіндустрія держави Канада. Остання є домом для кількох кіностудійних центрів, насамперед розташованих в трьох найбільших міських центрах: Торонто, Монреаль, Ванкувер. Існує і регіональне/громадське кіно. Загалом у Канаді було знято близько 1000 канадсько-англомовних і 600 канадсько-франкомовних повнометражних фільмів або ж частково зроблених з 1911 р.
Відомі режисери з англійської Канади включають: Девід Кроненберг, Гай Медден, Атом Егоян, Аллан Кінг і Майкл Сноу. Відомі кінематографісти з французької Канади включають: Клод Джутра, Жиль Карл, Дені Аркан, Жан Беадін, Робер Лепаж, Денис Вільнев і Мішель Бро.
Англомовне канадське кіно сильно переплітається з кінематографом сусідніх США: хоча є чітка канадська кінематографічна традиція, є й канадські фільмі, що не мають очевидної канадської ідентичності (приклади включають Поркі і Фрикадельки); фільми канадсько-американського спільного виробництва, зняті у Канаді (у тому числі Моє велике грецьке весілля і серія Пила); американські фільми, зняті в Канаді (Ніч у музеї), а також американські фільми з канадськими режисерами/акторами. Канадські режисери, які найкраще відомі своїми фільмами американського виробництва, включають: Норман Джуісон, Джейсон Рейтман, Пол Хаггіс і Джеймс Кемерон. Кемерон, зокрема, написав сценарій і зняв найбільший і другий за величиною касові фільми усіх часів, Аватар і Титанік відповідно. Канадські актори, які домоглися успіху в голлівудських фільмах включають: Мері Пікфорд, Норма Ширер, Дональд Сазерленд, Джим Керрі і Райан Гослінг серед сотень інших.

## Режисери
Відомі канадські режисери, які працювали, в основному, в Голлівуді:
- Джеймс Кемерон
- Боб Кларк
- Едвард Дмитрик
- Аллан Дван
- Пол Хаггіс
- Марія Харрон
- Артур Хіллер
- Норман Джуісон
- Тед Котчеф
- Шон Леві
- Даніель Петрі
- Іван Рейтман
- Джейсон Рейтман
- Марк Робсон
- Роджер Споттісвуд

## Продюсери
- Аль Крісті
- Чарльз Крісті
- Гарольд Грінберг
- Суреш Йоахім

## Сценаристи
- Ед Гасс-Доннелі
- Пол Хаггіс
- Суреш Йоахім
- Ян Ікбал Рашид
- Сет Роген
- Еван Голдберг